# Evarist Burber
Evarist Burber, též Burger, latinsky Evaristus byl františkán a zřejmě též hudebník působící v českých zemích. V roce 1741 se připravoval na kněžství jako klerik. Byl tehdy písařem dvou liturgických hudebních rukopisů – graduálu a antifonáře doplněného o řádové bohoslužebné texty. Knihy byly zřejmě určeny pro konvent v Hostinném, v jehož klášterní knihovně se později nacházely. Jakkoli to není v rukopisech uvedeno, psal hudební knihy zřejmě na příkaz místního představeného či svého duchovního vůdce v rámci přípravy na duchovní a řeholní stav. Později byl bratr Evarist rovněž lektorem na klášterních studiích františkánů a kvardiánem v blíže neznámém konventu. Zemřel 8. dubna 1764 ve Vratislavi.